# إدواردو ألبوكيرك
إدواردو ألبوكيرك (بالبرتغالية: Eduardo Albuquerque‏) هو منافس ألعاب قوى برتغالي، ولد في 23 يوليو 1928 في لشبونة في البرتغال، وتوفي في يناير 2011.

## وصلات خارجية
- إدواردو ألبوكيرك على موقع الاتحاد الدولي لألعاب القوى (الإنجليزية)
- إدواردو ألبوكيرك على موقع الاتحاد الأوروبي لألعاب القوى (الإنجليزية)
- إدواردو ألبوكيرك على موقع أوليمبيديا (الإنجليزية)